# 廣陵高等學校
廣陵高等學校是位於日本廣島縣廣島市安佐南區伴東三丁目地區的私立高等學校。
廣陵的棒球部從1920年代開始經常參加全國高等學校棒球錦標賽和選拔高等學校棒球大會的常客，至今已累積參加兩項賽事合計超過40次，由於過去與廣島縣立廣島商業高等學校稱霸廣島縣的高中棒球，兩校因而獲得「春之廣陵、夏之廣商」的稱號。

## 歷史
廣陵高等學校的前身可以追溯至1896年由鶴虎太郎所成立的「數理學會」，1898年更名為「究數學院」，1900年「究數學院」設立中學科，在隔年的1901將中學科更名為「私立廣陵中學」，在1907年獲得吳服商人石田米助贊助後，在廣島市竹屋村（位於現在的廣島市中區寶町地區）取得校舍，並成為符合中學校令規範的舊制中學校。
1920年石田米助過世後，其子石田真一與負責學校營運的創辦人鶴虎太郎校長將學校分拆，原校舍由石田真一取得，並將學校更名為「山陽中學校」（現在的山陽高等學校），創辦人鶴虎太郎則另外尋得其他贊助者後，於宇品町（位於現在的廣島市南區宇品）重新建立「廣陵中學校」。
1948年配合日本的學制改革更名為「廣陵高等學校」，並在1971年遷移至現址；最初廣陵僅設立普通科，並僅招收男性學生，於1953年及1974年曾先後開設商業科及理數科，1998年開始招收女性學生，不過商業科及理數科在2003年及2005年先後停辦這兩科，目前僅有普通科。